# Beidweiler
Beidweiler (Luxemburgs: Beidler) is een plaats in de gemeente Junglinster en het kanton Grevenmacher in Luxemburg.
Beidweiler telt 214 inwoners (2001).